# Talent (Einheit)
Das Talent (altgriechisch τάλαντον talanton, deutsch ‚Waage, Gewicht‘, lateinisch talentum) war eine ursprünglich altbabylonische Maßeinheit der Masse (Traglast eines Mannes). Dieses Talent sowie davon abgeleitete kleinere Talente waren in der Antike gebräuchlich. Ein Talent war jeweils in 60 Minen unterteilt, bis auf das römische, das in 100 Libra (Pfund) geteilt war.
Über die Dichte des Wassers wurde ein Bezug zu Volumen- und Längeneinheiten beibehalten: Ein Talent Wasser hatte jeweils ein Volumen von einem Kubikfuß. Verschiedene Hohlmaße für Flüssigkeiten von jeweils 1½ Kubikfuß hießen Metretes, solche für trockenes Schüttgut (Medimnos) umfassten 2 Kubikfuß.
Wie andere antike Masseeinheiten wurde das Talent durch Aufwägen von Silber (seltener Gold oder Kupfer) als Währung benutzt, für die Unterteilungen siehe antike Drachme.

## Unterteilungen

### Das Talent in Mesopotamien
Das Talent in Mesopotamien ist wie folgt unterteilt:
|           | Mine | Schekel | še      |
| --------- | ---- | ------- | ------- |
| 1 Talent  | 60   | 3.600   | 648.000 |
| 1 Mine    |      | 60      | 10.800  |
| 1 Schekel |      |         | 180     |

Andere Bezeichnungen für die obigen Gewichte sind:
- Talent: Biltûm oder Gún
- Mine: Manûm oder Ma.na
- Schekel: Gin, Sekel oder šiklûm

Siehe auch: Gewichte in Mesopotamien

### Das babylonische Talent
Das babylonische Talent (Kikkar) ist wie folgt unterteilt:
|           | Maneh | Schekel | Bekah | Gerah  |
| --------- | ----- | ------- | ----- | ------ |
| 1 Kikkar  | 60    | 3000    | 6000  | 60.000 |
| 1 Maneh   | –     | 50      | 100   | 1000   |
| 1 Schekel | –     | –       | 2     | 20     |
| 1 Bekah   | –     | –       | –     | 10     |

Das babylonische Talent folgt in den Unterteilungen bzgl. der Mine und des Schekels ursprünglich dem in Mesopotamien verwendeten Sexagesimalsystem. Im Laufe der Zeit wurde die Mine zu 60 Schekel jedoch durch die Mine zu 50 Schekel ersetzt, möglicherweise durch ägyptischen Einfluss.

### Das Talent in der Bibel
Das biblische Talent ist wie folgt unterteilt:
|           | Mine | Schekel | Beka  | Gera   | Gramm     |
| --------- | ---- | ------- | ----- | ------ | --------- |
| 1 Talent  | 60   | 3.000   | 6.000 | 60.000 | 58.932,00 |
| 1 Mine    | –    | 50      | 100   | 1.000  | 982,00    |
| 1 Schekel | –    | –       | 2     | 20     | 16,37     |
| 1 Beka    | –    | –       | –     | 10     | 8,68      |
| 1 Gera    | –    | –       | –     | 1      | 0,868     |

Im AT werden die obigen Gewichte (und ihre Unterteilungen) z. B. an den folgenden Stellen erwähnt:
- Beka: Ex 38,26 EU bzw. „ein Beka je Kopf, ein halber Schekel, […]“[6]
- Gera: Lev 27,25 EU bzw. „Und alle Schätzung soll nach dem Schekel des Heiligtums geschehen; zwanzig Gera soll der Schekel sein.“[7]
- Schekel: Ez 45,12 EU bzw. „Und der Schekel soll zwanzig Gera betragen; zwanzig Schekel, 25 Schekel und fünfzehn Schekel soll bei euch die Mine betragen.“[8]
- Mine: Man findet im AT Angaben, nach denen die Mine in 50, 60 oder 100 Schekel unterteilt sein kann.[9] Die Unterteilung der Mine in 50 bzw. 60 Schekel hängt davon ab, ob man die Septuaginta (50 Schekel) oder den masoretischen Text (20 + 25 + 15 = 60 Schekel) als Grundlage der Übersetzung verwendet. Folgt man der Unterteilung der Mine in 50 Schekel, dann entspricht die gewichtsmäßige Unterteilung derjenigen des babylonischen Talents.
  - 50 Schekel: Ez 45,12 EU bzw. „Ein Schekel habe zwanzig Gera. Fünf Schekel sollen euch fünf Schekel sein, und zehn Schekel sollen zehn Schekel sein, die Mine aber gelte fünfzig Schekel.“[10] Die Septuaginta (entstanden ca. 250 v. Chr.) legt die Unterteilung der Mine auf 50 Schekel fest, da dies der geläufigen Unterteilung zu dieser Zeit entsprochen hat.
  - 60 Schekel: Ez 45,12 EU bzw. „Und der Schekel soll zwanzig Gera betragen; zwanzig Schekel, 25 Schekel und fünfzehn Schekel soll bei euch die Mine betragen.“[11] Diese Unterteilung dürfte auf den Einfluss des mesopotamischen Systems zurückzuführen sein, da das Buch Ezechiel (bzw. Hesekiel) im Zeitraum von ca. 600–560 v. Chr. in Babylonien entstanden ist.
  - 100 Schekel: Ein Vergleich von 1 Kön 10,17 EU mit 2 Chr 9,16 EU kann so interpretiert werden, dass die Mine in 100 Schekel unterteilt war.
    - 1 Kön 10,17 EU bzw. „und dreihundert Kleinschilde aus legiertem Gold, mit drei Minen Gold überzog er jeden Kleinschild. […]“[12]
    - 2 Chr 9,16 EU bzw. „und dreihundert Tartschen von getriebenem Golde: dreihundert Sekel Gold zog er über jede Tartsche; […]“[13]
- Talent: die Unterteilung des Talents ergibt sich aus den beiden angegebenen Stellen durch folgende Rechnung: 603.550 Beka = 301.775 Schekel = 300.000 + 1775 Schekel = 100 Talente + 1775 Schekel.
  - Ex 38,25 EU bzw. „Und das Silber von den Gemusterten der Gemeinde betrug 100 Talente und 1775 Schekel, nach dem Schekel des Heiligtums“[14]
  - Ex 38,26 EU bzw. „ein Beka je Kopf, ein halber Schekel, nach dem Schekel des Heiligtums, von jedem, der zu den Gemusterten hinüberging, von zwanzig Jahren an und darüber, von 603550 Mann.“[15]

Als weitere Gewichte (bzw. Geldstücke) außerhalb der obigen Unterteilung werden im AT bzw. NT noch erwähnt:
- Kesita: Gen 33,19 EU bzw. „Und er kaufte das Stück Feld, wo er sein Zelt aufgeschlagen hatte, von der Hand der Söhne Hamors, des Vaters Sichems, für hundert Kesita.“[16] Das Gewicht ist unklar, es entspricht aber möglicherweise 4 Schekel.[17][18]
- Litra: Joh 12,3 EU bzw. „Da nahm Maria ein Pfund Salböl […]“.[19] Es entspricht einem römischen Pfund (Libra) und damit ca. 325 Gramm.
- Pim: 1 Sam 13,21 EU bzw. „Das Schärfen geschah für einen Zweidrittelschekel bei den Pflugscharen und bei den Spaten, bei der Gabel und bei den Beilen und um die Rinderstacheln geradezurichten.“[20] Durch archäologische Funde wurde sein Gewicht mit ca. 8 Gramm bestätigt[21][22] und entspricht damit ca. ⅔ eines Schekels.[23]

siehe auch: Gewichte in der Bibel

### Das Talent im Talmud
Das Talent im Talmud ist wie folgt unterteilt:
|            | Litra | Tartimar | Unkiyyah | Sela | Schekel | Zuz  |
| ---------- | ----- | -------- | -------- | ---- | ------- | ---- |
| 1 Talent   | 60    | 120      | 750      | 1500 | 3000    | 6000 |
| 1 Litra    | –     | 2        | 12 ½     | 25   | 50      | 100  |
| 1 Tartimar | –     | –        | 6 ¼      | 12 ½ | 25      | 50   |
| 1 Unkiyyah | –     | –        | –        | 2    | 4       | 8    |
| 1 Sela     | –     | –        | –        | –    | 2       | 4    |
| 1 Schekel  | –     | –        | –        | –    | –       | 2    |

Die Gewichte entsprechen weitgehend römischen und griechischen Vorbildern:
- Litra (bzw. Mine oder Maneh): entspricht ursprünglich einem römischen Pfund (Libra).[25][26][27]
- Sela: entspricht einem tyrischen Schekel.[28][27]
- Schekel: entspricht einem halben biblischen Schekel.
- Tartimar: entspricht einer halben Mine[29][30]
- Unkiyyah: entspricht der römischen Uncia.
- Zuz (Pl. Zuzim) bzw. Zin (Pl. Zinin): entspricht einem römischen Denar (und damit 1/100 einer Litra)[25][29][27] bzw. einer griechischen Drachme.

4 Zuzim = 4 griechische Drachmen = 4 römische Denare = 1 tyrischer Schekel = 1 Tetradrachme = 1 Sela
Außerhalb obiger Unterteilung wird auch noch eine Mine mit 40 Schekel (bzw. 160 Denaren) erwähnt.

### Das attische Talent
Das Attische Talent ist wie folgt unterteilt:
|           | Mine | Drachme | Obolus |
| --------- | ---- | ------- | ------ |
| 1 Talent  | 60   | 6000    | 36.000 |
| 1 Mine    | –    | 100     | 600    |
| 1 Drachme | –    | –       | 6      |

Diese Unterteilung des attischen Talents bleibt in der griechisch-hellenistischen Welt über die Jahrhunderte hinweg unverändert bestehen.

## Gewichte

### Das Talent in Mesopotamien
Das Talent hatte ein Gewicht von ca. 30 kg und die Mine von ca. 0,5 kg. Ein Schekel wog ca. 8,3 Gramm und ein še ca. 0,046 Gramm.
siehe auch: Gewichte in Mesopotamien

### Das babylonische Talent

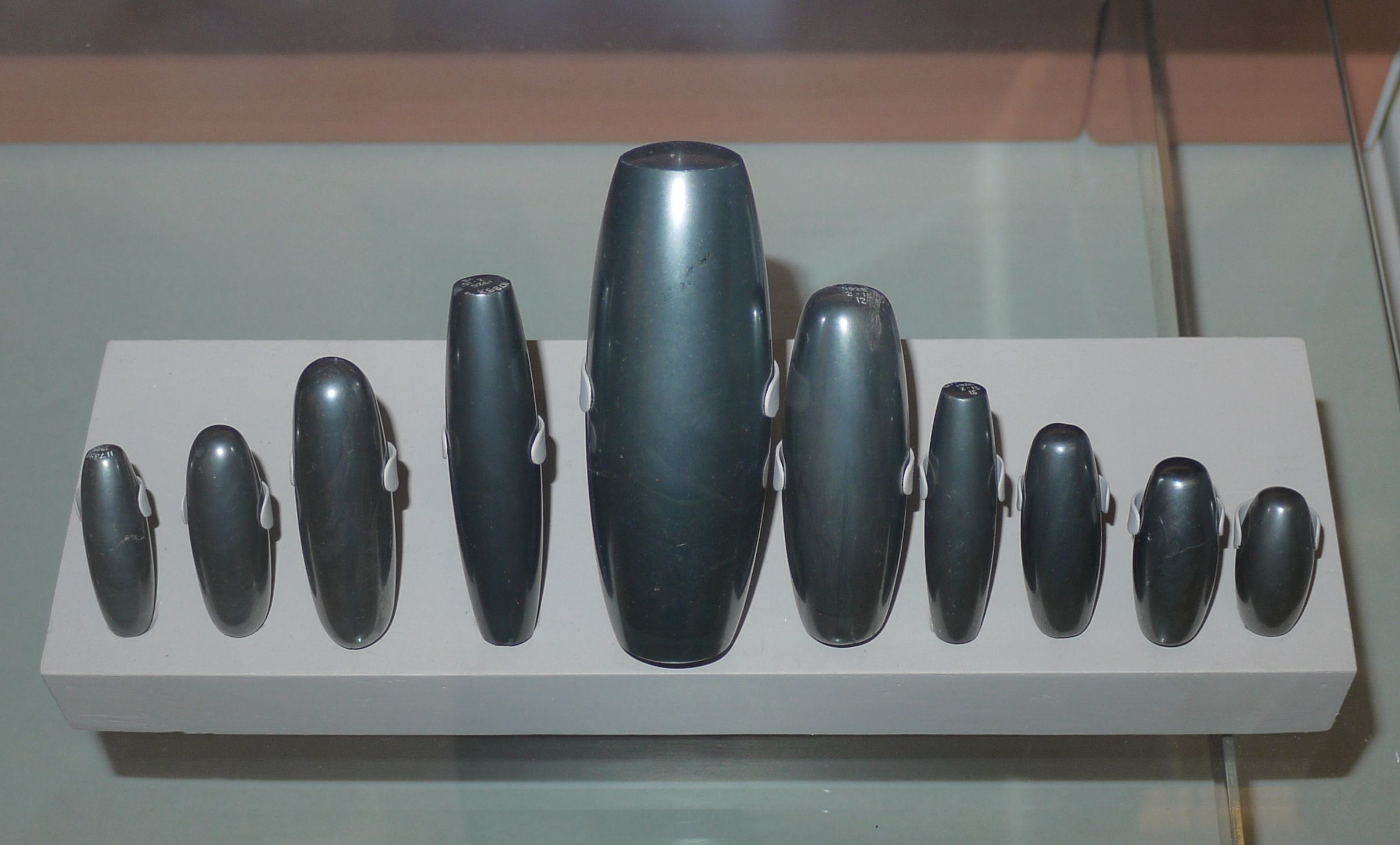
Eine Reihe alter babylonischer Gewichte, von 1 Mine bis zu 3 Schekel

Die Angaben zum Gewicht des babylonischen Talents sind unterschiedlich.
Gemäß den folgenden beiden Quellen wird Herodot so zitiert, dass ein babylonisches Talent 70 euböischen Minen entspricht. Aber in diesen beiden Quellen wird Herodot abweichend zitiert, so dass ein babylonisches Talent 78 euböischen Minen entspricht. Nach Aelian wiederum entsprach ein babylonisches Talent 72 euböischen Minen.
Die euböische Mine kann bzgl. des Gewichts mit der attischen Mine in etwa gleichgesetzt werden, auch wenn die beiden nicht identisch waren. 60 attische Minen entsprechen einem attischen Talent (ca. 26 kg), d. h. 70 (72 bzw. 78) attische Minen ergeben daher ein Gewicht von ca. 30,33 (31,2 bzw. 33,8) Kilogramm für das babylonische Talent.
Gemäß der folgenden Quelle gab es insgesamt vier verschiedene babylonische Talente: ein schweres königliches und ein leichtes königliches Talent, wobei das leichte genau der Hälfte des schweren entsprach. Ein schweres königliches Talent entspricht 60,6 Kilogramm, ein leichtes königliches Talent 30,3 Kilogramm. Zusätzlich zu diesem königlichen Talent wurde noch ein gewöhnliches Talent genutzt, das etwas leichter war. Hierbei wog ein schweres gewöhnliches Talent 58,944 Kilogramm, ein leichtes gewöhnliches Talent die Hälfte davon.

### Das Talent in der Bibel
Die Grundlage zur Berechnung von Gewichten war der Schekel (Schekel bedeutet ursprünglich „Gewicht“).
Im AT werden drei verschiedene Schekel erwähnt:
- der Schekel wie er beim Händler gängig ist: Gen 23,16 EU bzw. „Und Abraham hörte auf Efron; und Abraham wog dem Efron das Geld dar, von dem er vor den Ohren der Söhne Het geredet hatte, vierhundert Schekel Silber, wie es beim Händler gängig ist.“[43]
- der Schekel nach königlichem Gewicht: 2 Sam 14,26 EU bzw. „Und wenn er sein Haupt scheren ließ – es geschah nämlich am Ende jedes Jahres, daß er es scheren ließ, denn es war ihm zu schwer, so ließ er es scheren –, dann wog sein Haupthaar zweihundert Schekel nach königlichem Gewicht.“[44]
- der Schekel des Heiligtums: Lev 27,25 EU bzw. „Und alle Schätzung soll nach dem Schekel des Heiligtums geschehen; zwanzig Gera soll der Schekel sein.“[45]

Aus archäologischen Funden ergeben sich Gewichte des Schekels zwischen 9,56 und 10,52 Gramm bzw. zwischen 11,1 und 13,3 Gramm. Daraus würde sich dann das Gewicht des Talents zwischen ca. 28,7 und 39,9 kg berechnen (3000 Schekel a 9,56 bzw. 13,3 Gramm).
siehe auch: Gewichte in der Bibel

### Das Talent im Talmud
Nimmt man als Grundlage der Berechnung das römische Pfund (Libra) mit einem Gewicht von 0,325 Kilogramm, so ergibt sich ein Gewicht des Talents im Talmud von 19,5 Kilogramm (60 × 0,325 kg). Nimmt man dagegen den tyrischen Schekel mit einem Gewicht von 14 Gramm als Grundlage der Berechnung, so ergibt sich ein Gewicht des Talents im Talmud von 21 Kilogramm (1500 × 14 Gramm).

### Das attische Talent
Das Gewicht des Attischen Talents (auch Athenisches bzw. Griechisches Talent genannt) betrug in der Zeit des Peloponnesisches Krieges ca. 26 Kilogramm. Die Basis des attischen Münzstandards war die Tetradrachme aus Silber mit einem Gewicht von 17,2 Gramm. Daraus kann das Gewicht eines attischen Talents Silber zu 25,8 kg bestimmt werden (1500 Tetradrachmen à 17,2 Gramm).

### Sonstige Talente in der griechisch-hellenistischen Welt
Folgende weitere Talente werden in der Antike erwähnt:
- Das alte attische Talent: Das gewichtsmäßige Verhältnis des alten attischen Talents zum (neuen) attischen Talent beträgt 100 : 73. Das alte attische Talent war auch nach der Einführung des (neuen) attischen Talents durch Solon in Gebrauch. Einer Athener Inschrift zufolge konnte das alte attische Talent weiterhin für Waren verwendet werden, während der Gebrauch des (neuen) attischen Talents für Geld (Silber usw.) vorgeschrieben war.
- äginetisches Talent: Es entsprach gewichtsmäßig dem babylonischen Talent.
- euböisches Talent: Es entsprach gewichtsmäßig dem alten attischen Talent.

Darüber hinaus gab es das ägyptische (alexandrinische bzw. ptolemäische) Talent, das tyrische Talent (welches dem attischen Talent entsprach), das rhodische, das syrische sowie das kilikische Talent (welches einem halben attischen Talent entsprach).

## Kaufkraft
Ein typisches Segelschiff kostete ein Talent. Der gesamte Attische Seebund nahm als „Rekord“ im Jahr 425 v. Chr. 1460 Talente als Steuer ein. Teilweise wurden Individuen zu horrenden Geldzahlungen verurteilt (bis zu 200 Talente). Durch Steuern und Importsteuern im Seebund (zwei Prozent des Warenwerts) nahm Athen jährlich bis zu 2000 Talente ein.
Marcus Licinius Crassus, der als reichster Römer zur Zeit Gaius Iulius Caesars gilt, hatte am Ende seines Lebens ein Vermögen von 7100 Talenten.
Ein Sklave kostete ca. 3 Minen, 1000 Bogenschützen 50 Talente, ihre Ausrüstung 8 Talente. Der Lohn eines Bogenschützen lag bei 2 bis 3 Obolen pro Tag.

## Das Talent in der Bibel
Im Alten Testament wird das Talent noch in seiner ursprünglichen Bedeutung als Masseeinheit erwähnt. Im Buch Exodus wird berichtet, dass zur Auskleidung des Zeltes von JHWH 29 Talente und 730 Schekel Gold und 100 Talente und 1775 Schekel Silber verwendet wurden (Ex 38,24f ).
Zur Zeit Jesu hatte der Hellenismus in Israel Einzug genommen und die griechisch-römischen Münzen waren verbreitet. Im Gleichnis vom unbarmherzigen Knecht (Mt 18,24 ) verwendet Jesus das Talent als Hinweis auf eine sehr große Schuld. Der Gläubiger hätte die schwere Schuld seinem Diener erlassen, doch dieser weigert sich seinerseits, auf eine viel geringere Forderung gegenüber einem Dritten zu verzichten. Darauf wird der Diener gefoltert, bis die Schuld beglichen ist.
Auf das Gleichnis von den anvertrauten Talenten, demzufolge man aus seinem Vermögen etwas machen soll, geht die – eigentlich übertragene – Bedeutung Talent im Sinne der heutigen Sprache (Anlage zu einer Fähigkeit) zurück.

## Bezug zu neuzeitlichen Maßen
1836 erfolgte die Umstellung auf das Metrische System nach französischem Vorbild, neuere Maße hatten seitdem den Zusatz „königlich“.
- 1 Talent = 100 Minen (königliche) = 150 Kilogramm
- 10 Talent = 1 Tonne (Schiffstonne) = 1500 Kilogramm[52]

Die Masse dieses großen Talents ist etwa die einer babylonischen Kubikelle, 147,3 kg.